# Zelenodolsk
Zelenodolsk (ryska: Зеленодо́льск, tatariska: Яшел Үзән, Yäşel Üzän) är en stad i Tatarstan i Ryssland. Den är belägen vid floden Volga och hade 98 462 invånare i början av 2015.
Zelenodolsk är en viktig transportknut. I Zelenodolsk finns det 1895 grundade Zelenodolskvarvet, som bygger örlogsfartyg för den ryska marinen. Under andra världskriget var Zelenodolsk ett viktigt centrum för byggnation av örlogsfartyg. De färdiga fartygen kan nå Östersjön via Volga-Östersjökanalen, Vita havet via Vitahavskanalen, Svarta havet via Volga–Donkanalen samt Kaspiska havet nedströms Volga.
Staden är byggd på platsen för den tidigare byn Mari. År 1865 hette orten Kabachischi, från 1897 Paratsky Zaton och från 1928 Green Dol. År 1932 blev orten staden Zelenodolsk.

## Bildgalleri

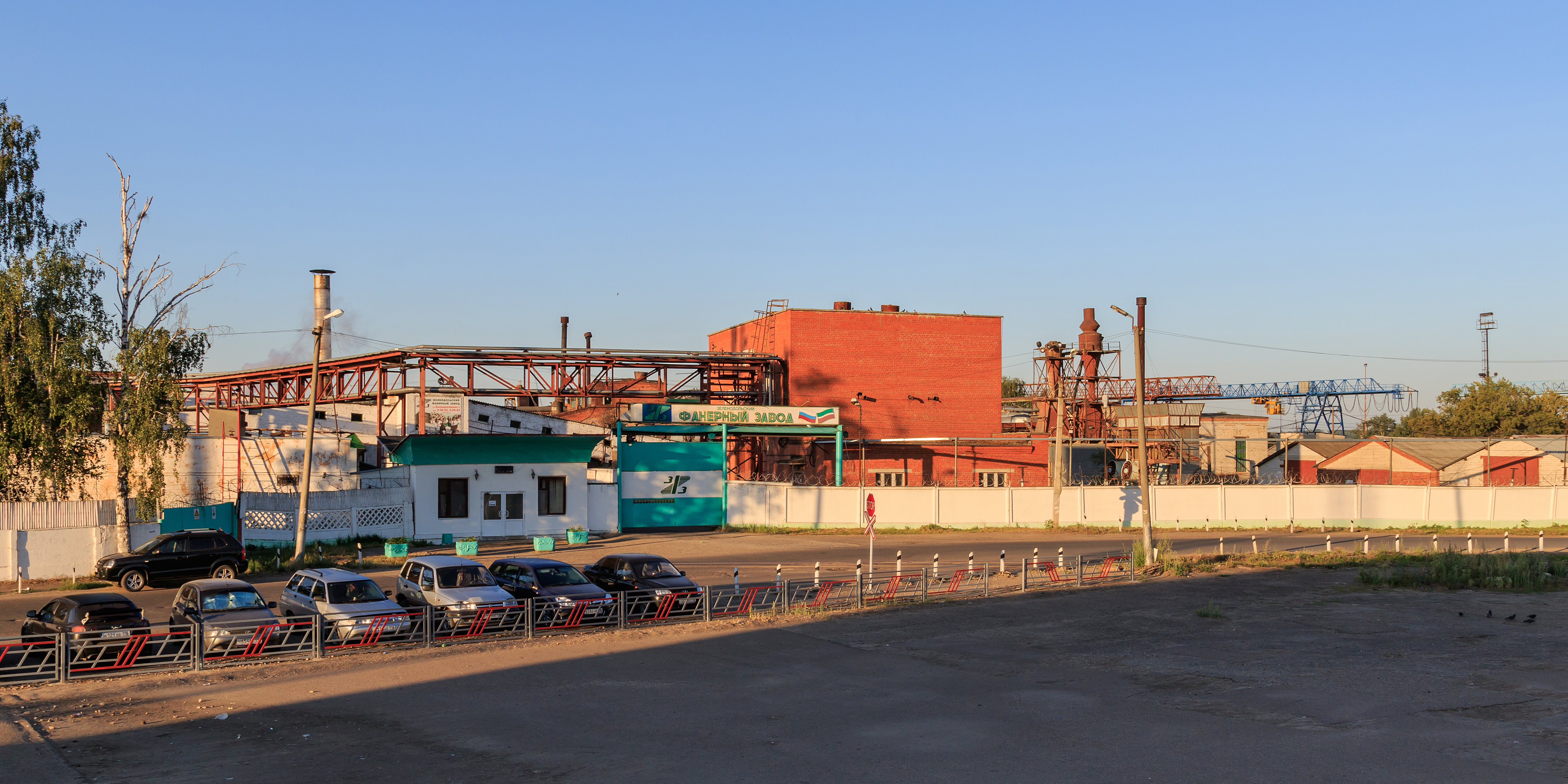
Plywoodfabrik i Zelenodolsk
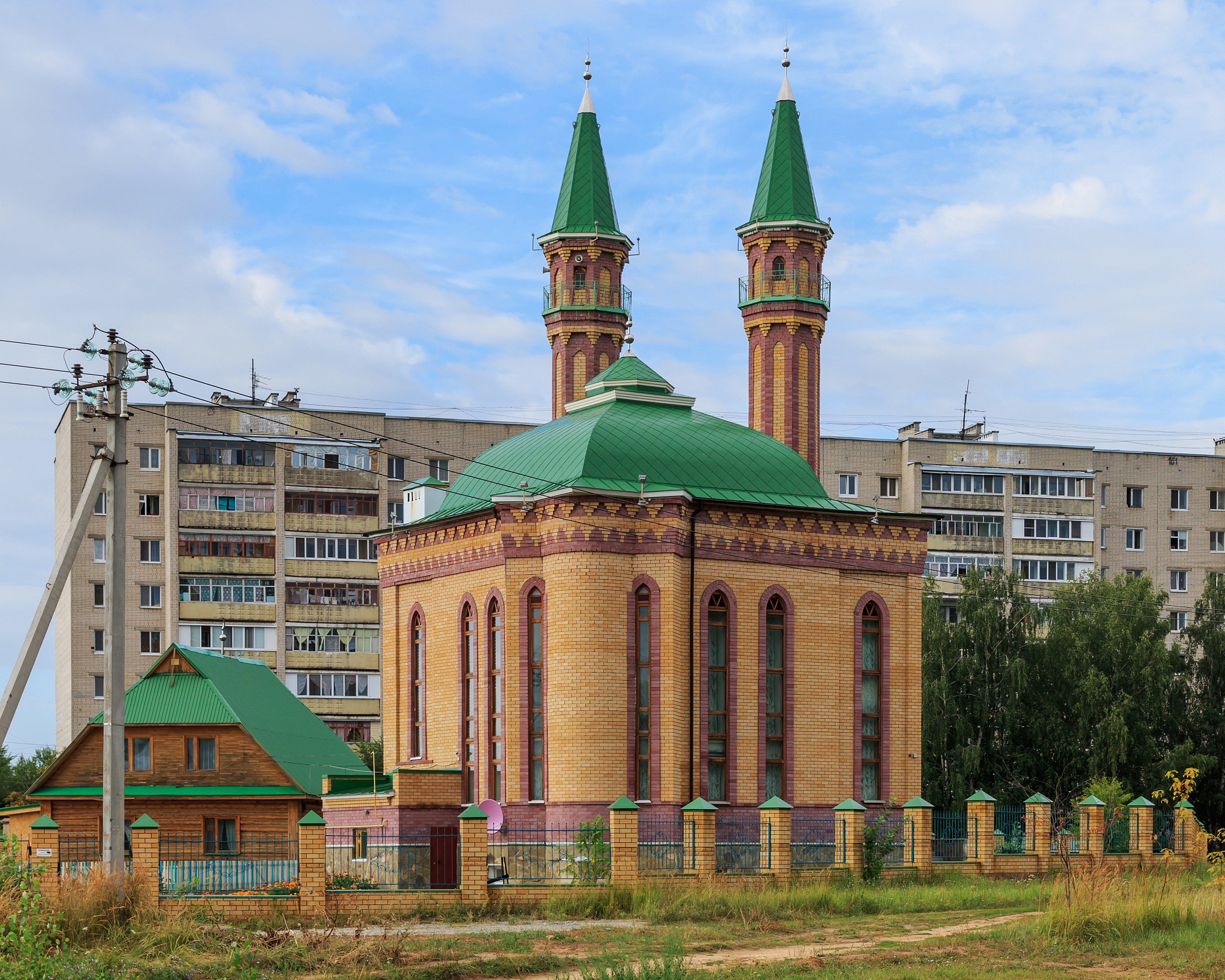
Tynychlykmoskén
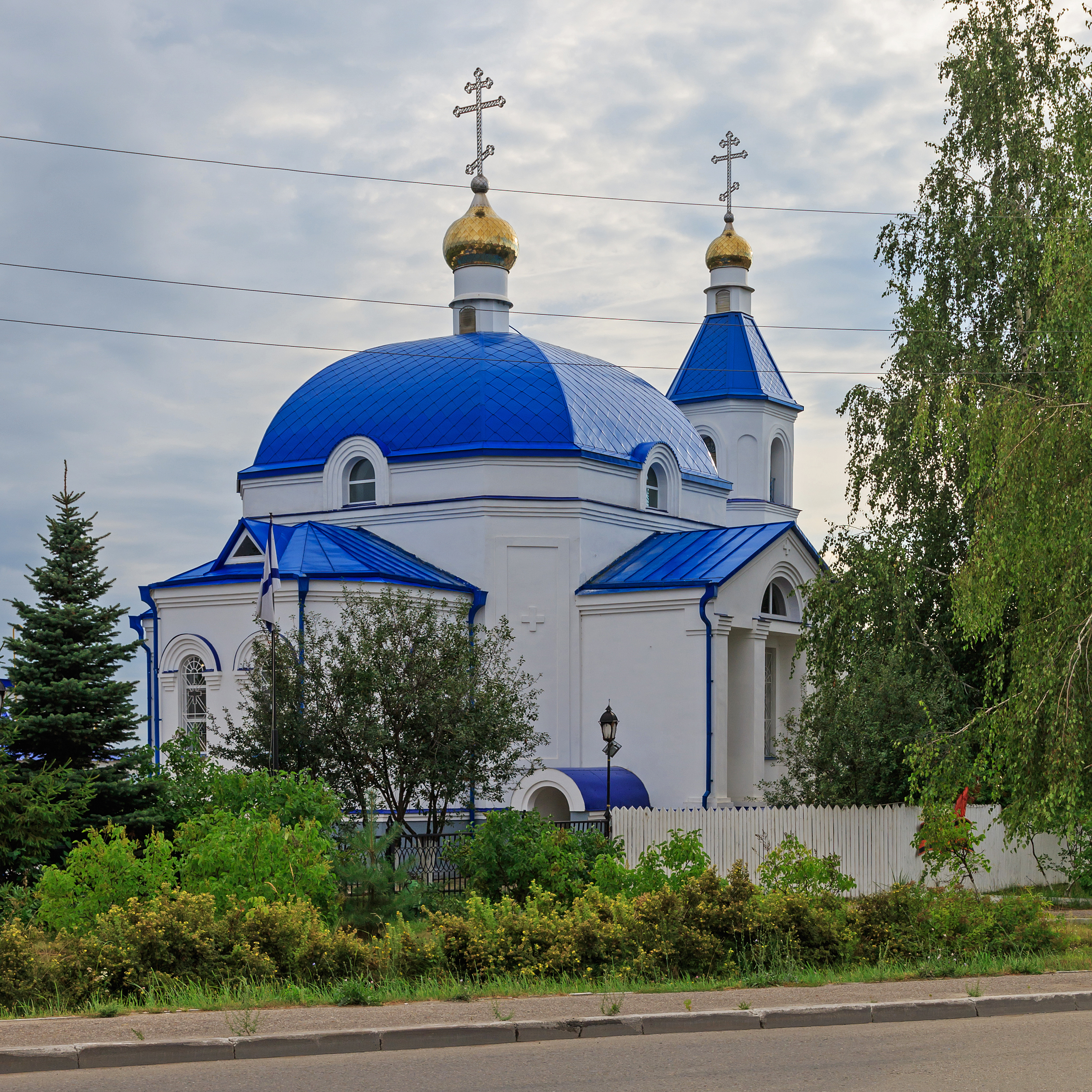
Sankt Andreaskyrkan
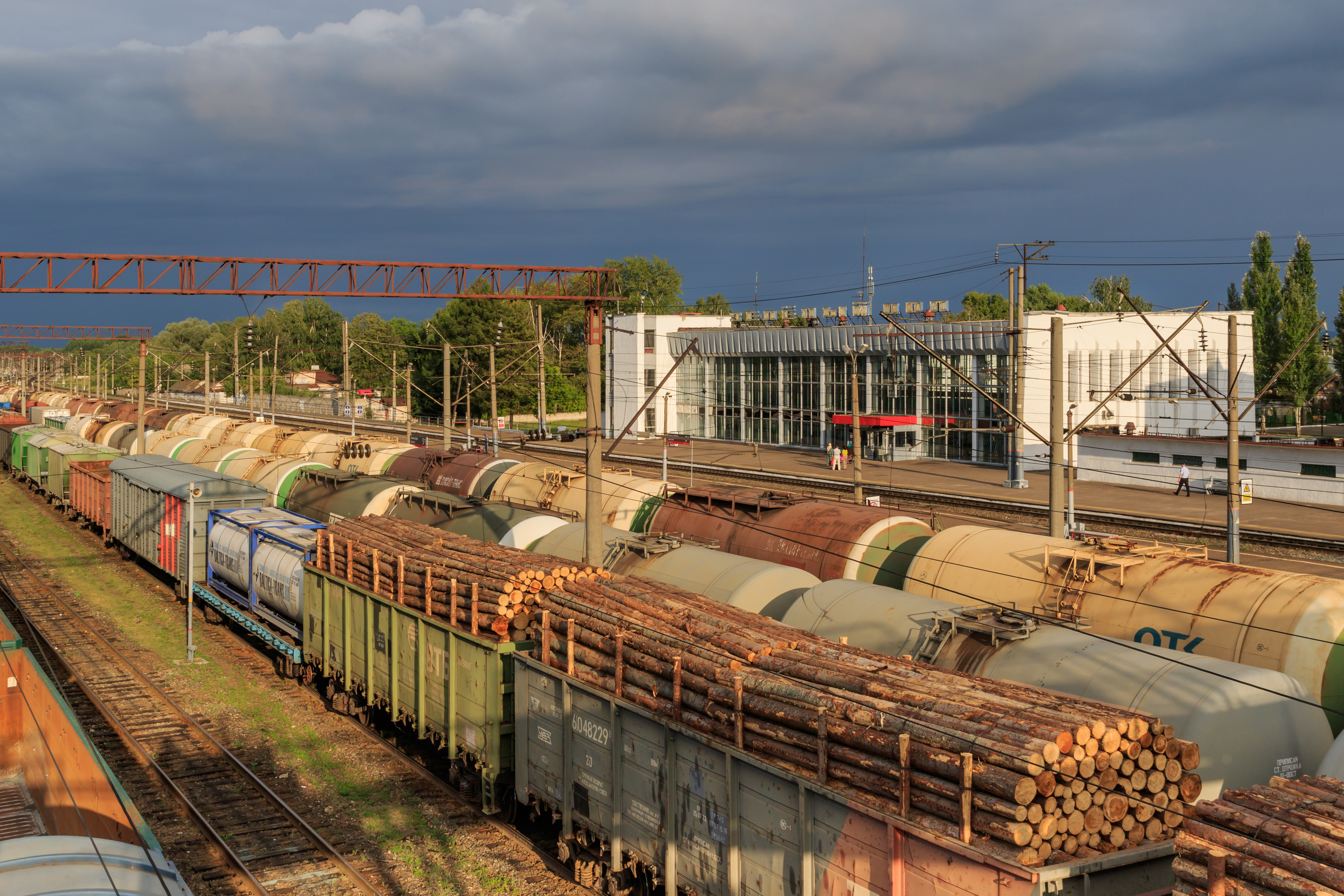
Godståg på Zeleny Dol-stationen
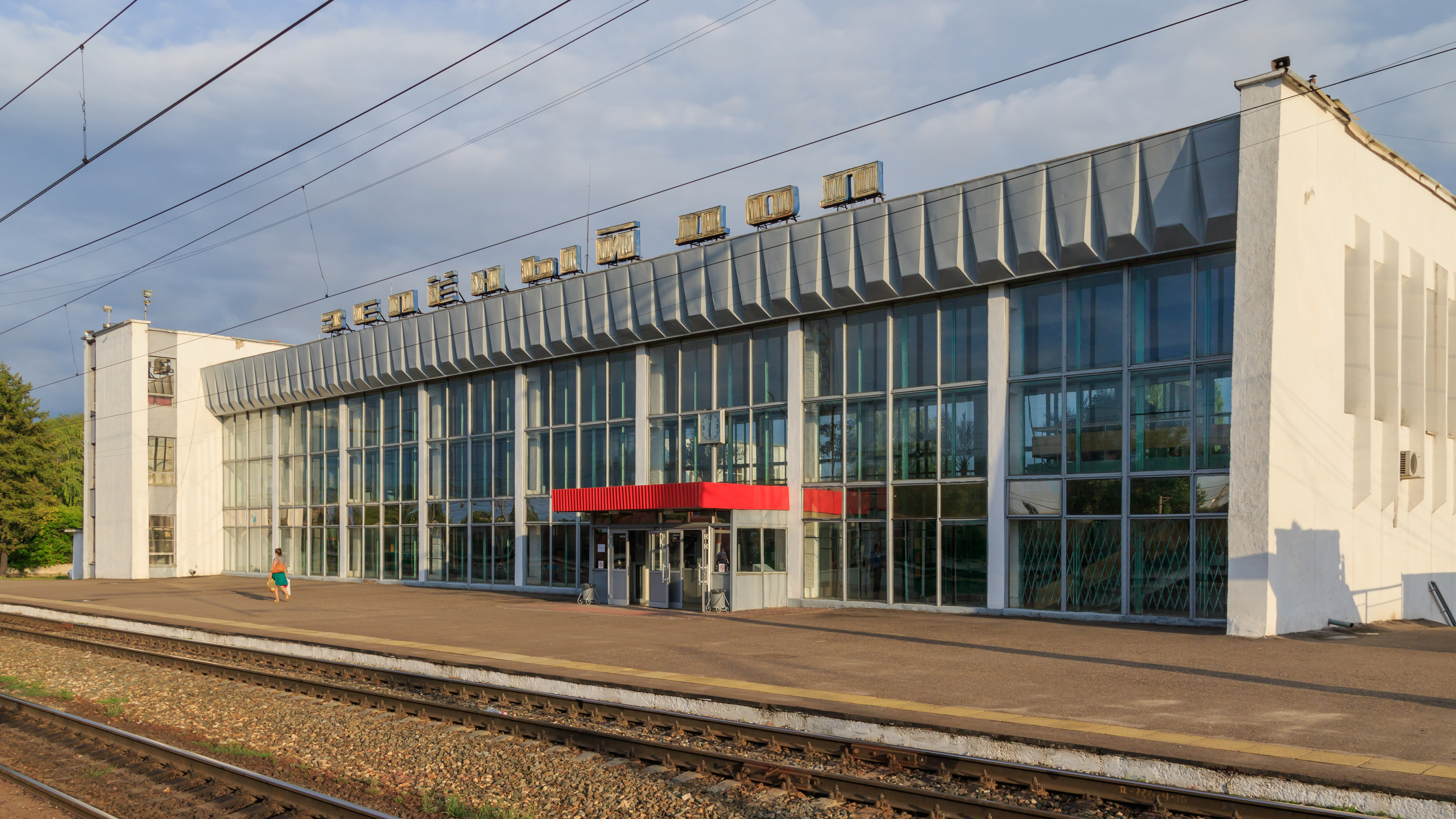
Zeleny Dol-stationen